# Championnat du Japon de football 1998
Navigation
J1 League 1997 J1 League 1999
Le Championnat du Japon de football 1998 est la 33e édition de la première division japonaise et la 6e édition de la J.League. Le championnat a débuté le 25 mars 1998 et s'est achevé le 5 décembre 1998.  
Cette année fut également celle de l'instauration d'un système de promotion et de relégation entre la J. League et la J. League 2.

## Les clubs participants
Les 17 de la J League 1997 et le champion de la deuxième division participent à la compétition.
| Club                 | Dernière montée | Ville     | Classement 1997 | Entraîneur         | Depuis | Stade                              | Capacité | Nombre de saisons |
| -------------------- | --------------- | --------- | --------------- | ------------------ | ------ | ---------------------------------- | -------- | ----------------- |
| Júbilo Iwata         | 1994            | Iwata     | 1er             | Valmir Louruz      | 1998   | Stade Yamaha                       | 16 893   | 5                 |
| Kashima Antlers      | -               | Kashima   | 2e              | Zé Mário           | 1998   | Stade de Kashima                   | 40 728   | 6                 |
| Yokohama Marinos     | -               | Yokohama  | 3e              | Xabier Azkargorta  | 1997   | Stade Nissan                       | 72 327   | 6                 |
| Gamba Osaka          | -               | Suita     | 4e              | Frédéric Antonetti | 1998   | Stade commémoratif de l'Expo '70   | 21 000   | 6                 |
| Shimizu S-Pulse      | -               | Shizuoka  | 5e              | Osvaldo Ardiles    | 1996   | Stade du parc Nihondaira           | 20 299   | 6                 |
| Yokohama Flügels     | -               | Yokohama  | 6e              | Gert Engels        | 1998   | Mitsuzawa Stadium                  | 15 046   | 6                 |
| Kashiwa Reysol       | 1995            | Kashiwa   | 7e              | Akira Nishino      | 1998   | Hitachi Kashiwa Stadium            | 15 349   | 4                 |
| Bellmare Hiratsuka   | 1994            | Hiratsuka | 8e              | Shigeharu Ueki     | 1996   | Hiratsuka Stadium                  | 18 500   | 5                 |
| Nagoya Grampus Eight | -               | Nagoya    | 9e              | Daniel Sanchez     | 1997   | Stade d'athlétisme de Mizuho       | 27 000   | 6                 |
| Urawa Red Diamonds   | -               | Saitama   | 10e             | Hiromi Hara        | 1998   | Urawa Komaba Stadium               | 21 500   | 6                 |
| Cerezo Osaka         | 1995            | Osaka     | 11e             | Yasutaro Matsuki   | 1998   | Stade Nagai                        | 50 000   | 4                 |
| Sanfrecce Hiroshima  | -               | Hiroshima | 12e             | Eddie Thomson      | 1997   | Grande Arche d'Hiroshima           | 50 000   | 6                 |
| JEF United Ichihara  | -               | Ichihara  | 13e             | Jan Versleijen     | 1997   | ZA Oripri Stadium                  | 14 051   | 6                 |
| Kyoto Purple Sanga   | 1996            | Kyoto     | 14e             | Hidehiko Shimizu   | 1998   | Nishikyogoku Athletic Stadium      | 20 588   | 3                 |
| Verdy Kawasaki       | -               | Kawasaki  | 15e             | Ryoichi Kawakatsu  | 1998   | Stade d'athlétisme de Todoroki     | 27 495   | 6                 |
| Vissel Kobe          | 1997            | Kobe      | 16e             | Harumi Kori        | 1998   | Stade du Mémorial de l'Universiade | 60 000   | 2                 |
| Avispa Fukuoka       | 1996            | Fukuoka   | 17e             | Takaji Mori        | 1998   | Level5 Stadium                     | 22 563   | 3                 |
| Consadole Sapporo    | 1998            | Sapporo   | 1er             | Hajime Ishii       | 1998   | Stade Sapporo Atsubetsu            | 20 861   | 1                 |

- Tenant du titre et qualifié pour la Coupe d'Asie des clubs champions 1998-1999
- Promu de la Deuxième division 1997

### Localisation des clubs
| \| Clubs du Grand Tokyo · Kashima Antlers (Ibaraki) · Yokohama Marinos (Kanagawa) · JEF United Ichihara (Chiba) · Kashiwa Reysol (Chiba) · Verdy Kawasaki (Kanagawa) · Urawa Red Diamonds (Saitama) · Bellmare Hiratsuka (Kanagawa) · Yokohama Flügels (Kanagawa) Grand Tokyo Nagoya Grampus Eight Shimizu S-Pulse Júbilo Iwata Gamba Osaka Vissel Kobe Sanfrecce Hiroshima Avispa Fukuoka Cerezo Osaka Kyoto Purple Sanga Consadole Sapporo \| Localisation des clubs engagés dans le championnat. |
| Clubs du Grand Tokyo · Kashima Antlers (Ibaraki) · Yokohama Marinos (Kanagawa) · JEF United Ichihara (Chiba) · Kashiwa Reysol (Chiba) · Verdy Kawasaki (Kanagawa) · Urawa Red Diamonds (Saitama) · Bellmare Hiratsuka (Kanagawa) · Yokohama Flügels (Kanagawa) Grand Tokyo Nagoya Grampus Eight Shimizu S-Pulse Júbilo Iwata Gamba Osaka Vissel Kobe Sanfrecce Hiroshima Avispa Fukuoka Cerezo Osaka Kyoto Purple Sanga Consadole Sapporo                                                           |

| Clubs du Grand Tokyo · Kashima Antlers (Ibaraki) · Yokohama Marinos (Kanagawa) · JEF United Ichihara (Chiba) · Kashiwa Reysol (Chiba) · Verdy Kawasaki (Kanagawa) · Urawa Red Diamonds (Saitama) · Bellmare Hiratsuka (Kanagawa) · Yokohama Flügels (Kanagawa) Grand Tokyo Nagoya Grampus Eight Shimizu S-Pulse Júbilo Iwata Gamba Osaka Vissel Kobe Sanfrecce Hiroshima Avispa Fukuoka Cerezo Osaka Kyoto Purple Sanga Consadole Sapporo |

| Pos | Club                 | Pts | J  | V/TR | V/EP | V/TP | D  | Bp | Bc | Diff |
| --- | -------------------- | --- | -- | ---- | ---- | ---- | -- | -- | -- | ---- |
| 1   | Júbilo Iwata         | 39  | 17 | 13   | 0    | 0    | 4  | 52 | 18 | +34  |
| 2   | Shimizu S-Pulse      | 39  | 17 | 13   | 0    | 0    | 4  | 32 | 14 | +18  |
| 3   | Nagoya Grampus Eight | 33  | 17 | 9    | 3    | 0    | 5  | 37 | 21 | +16  |
| 4   | Yokohama Marinos     | 32  | 17 | 10   | 1    | 0    | 6  | 39 | 21 | +18  |
| 5   | Kashima Antlers      | 32  | 17 | 10   | 1    | 0    | 6  | 41 | 28 | +13  |
| 6   | Verdy Kawasaki       | 30  | 17 | 10   | 0    | 0    | 7  | 34 | 25 | +9   |
| 7   | Urawa Red Diamonds   | 28  | 17 | 8    | 1    | 2    | 6  | 30 | 23 | +7   |
| 8   | Yokohama Flügels     | 26  | 17 | 7    | 2    | 1    | 7  | 33 | 32 | +1   |
| 9   | Cerezo Osaka         | 23  | 17 | 7    | 1    | 0    | 9  | 36 | 47 | -11  |
| 10  | Kashiwa Reysol       | 22  | 17 | 6    | 1    | 2    | 8  | 32 | 35 | -3   |
| 11  | JEF United Ichihara  | 21  | 17 | 7    | 0    | 0    | 10 | 31 | 31 | 0    |
| 12  | Bellmare Hiratsuka   | 20  | 17 | 5    | 2    | 1    | 9  | 27 | 34 | -7   |
| 13  | Sanfrecce Hiroshima  | 19  | 17 | 5    | 2    | 0    | 10 | 22 | 33 | -11  |
| 14  | Gamba Osaka          | 17  | 17 | 4    | 2    | 1    | 10 | 27 | 29 | -2   |
| 15  | Kyoto Purple Sanga   | 16  | 17 | 4    | 2    | 0    | 11 | 20 | 33 | -13  |
| 16  | Consadole Sapporo    | 11  | 17 | 3    | 1    | 0    | 13 | 28 | 44 | -16  |
| 17  | Vissel Kobe          | 9   | 17 | 3    | 0    | 0    | 14 | 20 | 48 | -28  |
| 18  | Avispa Fukuoka       | 7   | 17 | 2    | 0    | 1    | 14 | 22 | 47 | -25  |

| Pos | Club                 | Pts | J  | V/TR | V/EP | V/TP | D  | Bp | Bc | Diff |
| --- | -------------------- | --- | -- | ---- | ---- | ---- | -- | -- | -- | ---- |
| 1   | Kashima Antlers      | 42  | 17 | 12   | 3    | 0    | 2  | 38 | 15 | +23  |
| 2   | Júbilo Iwata         | 39  | 17 | 13   | 0    | 0    | 4  | 55 | 21 | +34  |
| 3   | Urawa Red Diamonds   | 33  | 17 | 11   | 0    | 0    | 6  | 32 | 17 | +15  |
| 4   | Yokohama Marinos     | 32  | 17 | 10   | 1    | 0    | 6  | 40 | 27 | +13  |
| 5   | Shimizu S-Pulse      | 31  | 17 | 8    | 3    | 1    | 5  | 39 | 21 | +18  |
| 6   | Nagoya Grampus Eight | 30  | 17 | 9    | 1    | 1    | 6  | 34 | 26 | +8   |
| 7   | Yokohama Flügels     | 25  | 17 | 8    | 0    | 1    | 8  | 37 | 32 | +5   |
| 8   | Kashiwa Reysol       | 25  | 17 | 8    | 0    | 1    | 8  | 24 | 26 | -2   |
| 9   | Sanfrecce Hiroshima  | 24  | 17 | 7    | 1    | 1    | 8  | 23 | 19 | +4   |
| 10  | Consadole Sapporo    | 24  | 17 | 8    | 0    | 0    | 9  | 29 | 30 | -1   |
| 11  | Kyoto Purple Sanga   | 23  | 17 | 6    | 2    | 1    | 8  | 27 | 30 | -3   |
| 12  | Bellmare Hiratsuka   | 22  | 17 | 7    | 0    | 1    | 9  | 26 | 32 | -6   |
| 13  | Cerezo Osaka         | 21  | 17 | 7    | 0    | 0    | 10 | 20 | 32 | -12  |
| 14  | Vissel Kobe          | 16  | 17 | 5    | 0    | 1    | 11 | 25 | 41 | -16  |
| 15  | Avispa Fukuoka       | 14  | 17 | 4    | 1    | 0    | 12 | 11 | 38 | -27  |
| 16  | Gamba Osaka          | 13  | 17 | 3    | 2    | 0    | 12 | 20 | 32 | -12  |
| 17  | Verdy Kawasaki       | 9   | 17 | 3    | 0    | 0    | 14 | 13 | 28 | -15  |
| 18  | JEF United Ichihara  | 4   | 17 | 1    | 0    | 1    | 15 | 18 | 44 | -26  |

## Finale
| 21 novembre 1998 | Júbilo Iwata | 1 - 2 | Kashima Antlers |                      |
|                  |              |       |                 | Spectateurs : 40 263 |

| 28 novembre 1998 | Kashima Antlers | 2 - 1 | Júbilo Iwata |                      |
|                  |                 |       |              | Spectateurs : 16 991 |

## Barrages
Les barrages ont lieu entre 5 équipes (quatre de J. League et une de JFL (ancienne J. League J2), dont seules 3 joueront l'année prochaine en première division, cela afin d'obtenir une J. League à 16 équipes l'année suivante.

### Premier tour
Le dernier de J. League (Avispa Fukuoka) rencontre le second de JFL (Kawasaki Frontale), qui remplace Tokyo Gas, vainqueur de la JFL, mais non habilité à évoluer en J. League.
Le Kawasaki Frontale ne jouera donc pas en J. League et l'Avispa Fukuoka avance vers le deuxième tour.
| 19 novembre 1998 | Avispa Fukuoka | 3 - 2 | Kawasaki Frontale |                      |
|                  |                |       |                   | Spectateurs : 12 535 |

### Deuxième tour
Le deuxième tour a lieu sous forme de demi-finales aller-retour.
Le JEF United Ichihara et le Vissel Kobe se maintiennent.

#### Aller
| 22 novembre 1998 | Avispa Fukuoka | 0 - 2 | JEF United Ichihara |                      |
|                  |                |       |                     | Spectateurs : 12 300 |

| 22 novembre 1998 | Vissel Kobe | 2 - 1 | Consadole Sapporo |                      |
|                  |             |       |                   | Spectateurs : 14 613 |

#### Retour
| 28 novembre 1998 | JEF United Ichihara | 2 - 1 | Avispa Fukuoka |                      |
|                  |                     |       |                | Spectateurs : 10 703 |

| 22 novembre 1998 | Consadole Sapporo | 0 - 2 | Vissel Kobe |                     |
|                  |                   |       |             | Spectateurs : 4 525 |

### Troisième tour
Le vainqueur du troisième tour sera maintenue, le vaincu sera relégué.
C'est Consadole Sapporo qui est relégué en J. League J2 et l'Avispa Fukuoka maintenu.
| 2 décembre 1998 | Avispa Fukuoka | 1 - 0 | Consadole Sapporo |                      |
|                 |                |       |                   | Spectateurs : 12 526 |

| 5 décembre 1998 | Consadole Sapporo | 0 - 3 | Avispa Fukuoka |                     |
|                 |                   |       |                | Spectateurs : 8 372 |

## Classement Final
| Pos | Club                 | Pts | J  | V/TR | V/EP | V/TB | D  | Bp  | Bc | Diff |
| --- | -------------------- | --- | -- | ---- | ---- | ---- | -- | --- | -- | ---- |
| 1   | Júbilo Iwata T L C1  | 78  | 34 | 26   | 0    | 0    | 8  | 107 | 43 | +68  |
| 2   | Kashima Antlers S    | 74  | 34 | 22   | 4    | 0    | 8  | 79  | 43 | +36  |
| 3   | Shimizu S-Pulse      | 70  | 34 | 21   | 3    | 1    | 9  | 71  | 35 | +36  |
| 4   | Yokohama Marinos     | 64  | 34 | 20   | 2    | 0    | 12 | 79  | 48 | +31  |
| 5   | Nagoya Grampus Eight | 63  | 34 | 18   | 4    | 1    | 11 | 71  | 47 | +24  |
| 6   | Urawa Red Diamonds   | 61  | 34 | 19   | 1    | 3    | 12 | 62  | 40 | +22  |
| 7   | Yokohama Flügels C   | 51  | 34 | 15   | 2    | 2    | 15 | 70  | 64 | +6   |
| 8   | Kashiwa Reysol       | 47  | 34 | 14   | 1    | 3    | 16 | 56  | 61 | -5   |
| 9   | Cerezo Osaka         | 44  | 34 | 14   | 1    | 0    | 19 | 56  | 79 | -23  |
| 10  | Sanfrecce Hiroshima  | 43  | 34 | 12   | 3    | 1    | 18 | 45  | 52 | -7   |
| 11  | Bellmare Hiratsuka   | 42  | 34 | 12   | 2    | 2    | 18 | 53  | 66 | -13  |
| 12  | Verdy Kawasaki       | 39  | 34 | 13   | 0    | 0    | 21 | 47  | 53 | -6   |
| 13  | Kyoto Purple Sanga   | 39  | 34 | 10   | 4    | 1    | 19 | 47  | 63 | -16  |
| 14  | Consadole Sapporo P  | 35  | 34 | 11   | 1    | 0    | 22 | 57  | 74 | -17  |
| 15  | Gamba Osaka          | 30  | 34 | 7    | 4    | 1    | 22 | 47  | 61 | -14  |
| 16  | JEF United Ichihara  | 25  | 34 | 8    | 0    | 1    | 25 | 49  | 75 | -26  |
| 17  | Vissel Kobe          | 25  | 34 | 8    | 0    | 1    | 25 | 45  | 89 | -44  |
| 18  | Avispa Fukuoka       | 21  | 34 | 6    | 1    | 1    | 26 | 33  | 85 | -52  |

|  | Qualification pour la Coupe d'Asie des clubs champions 1999-2000 |
|  | Reléguer en deuxième division |
|  | T : Tenant du titre C : Vainqueur de la Coupe de l'Empereur 1998 L : Vainqueur de la Coupe de la Ligue 1998 S : Vainqueur de la Supercoupe du Japon 1998 C1 : Vainqueur de la Coupe d'Asie des clubs champions 1998-1999 P : Promu de D2 |

## Récompenses individuelles

### Distinctions
| Distinction           | Nom              | Nationalité | Équipe             |
| MVP                   | Masashi Nakayama | Japon       | Júbilo Iwata       |
| Rookie de l'année     | Shinji Ono       | Japon       | Urawa Red Diamonds |
| Soulier d'or          | Masashi Nakayama | Japon       | Júbilo Iwata       |
| Entraîneur de l'année | Osvaldo Ardiles  | Argentine   | Shimizu S-Pulse    |

### Classement des buteurs
| Rang | Nom                | Nationalité | Équipe              | Buts |
| 1    | Masashi Nakayama   | Japon       | Júbilo Iwata        | 36   |
| 2    | Shoji Jo           | Japon       | Yokohama F. Marinos | 25   |
| 3    | Atsushi Yanagisawa | Japon       | Kashima Antlers     | 22   |

## Parcours continental des clubs
Le parcours des clubs japonais en Ligue des champions de l'AFC est important puisqu'il détermine le coefficient AFC japonais, et donc le nombre de clubs japonais présents dans la compétition les années suivantes.
| Club         | Compétition                      | Résultat  | Ultime(s) adversaire(s) | Ultime(s) adversaire(s) | Ultime(s) adversaire(s) |
| ------------ | -------------------------------- | --------- | ----------------------- | ----------------------- | ----------------------- |
| Júbilo Iwata | Coupe d'Asie des clubs champions | Vainqueur | Esteghlal Téhéran       | Esteghlal Téhéran       | Esteghlal Téhéran       |